# Арбалет-ДМ
Арбалет-ДМ — российский роботизированный пулемётный боевой модуль с дистанционным управлением. Модуль предназначен для установки на бронемашины типа Тайфун, МТ-ЛБ, Волк и Тигр. Впервые модуль был продемонстрирован на выставке RAE 2015 в Нижнем Тагиле. Разработан частной компанией «Оружейные Мастерские» совместно с Ковровским электромеханическим заводом и АО «НТЦ „Элинс“».
Модуль имеет прицел ПК-СУ ИПЦЮ.201219.026 с обзорной телевизионной камерой. Дальность обнаружения и распознавания типовой цели при узком поле зрения не менее 2500 метров. В модуле размещена прицельная тепловизионная камера с дальностью обнаружения и с распознаванием цели не менее 1500 м. У лазерного дальномера диапазон измеряемых дальностей в пределах 100—3000 метров. 
Вооружение модуля составляет 12,7-мм пулемёт 6П49. Угол вращения установки в горизонтальной плоскости 360 градусов, угол вращения в вертикальной плоскости от 70 до −20 градусов. Боекомплект до 450 выстрелов. Масса комплекса «Арбалет-ДМ» составляет не более 250 кг.

## Галерея

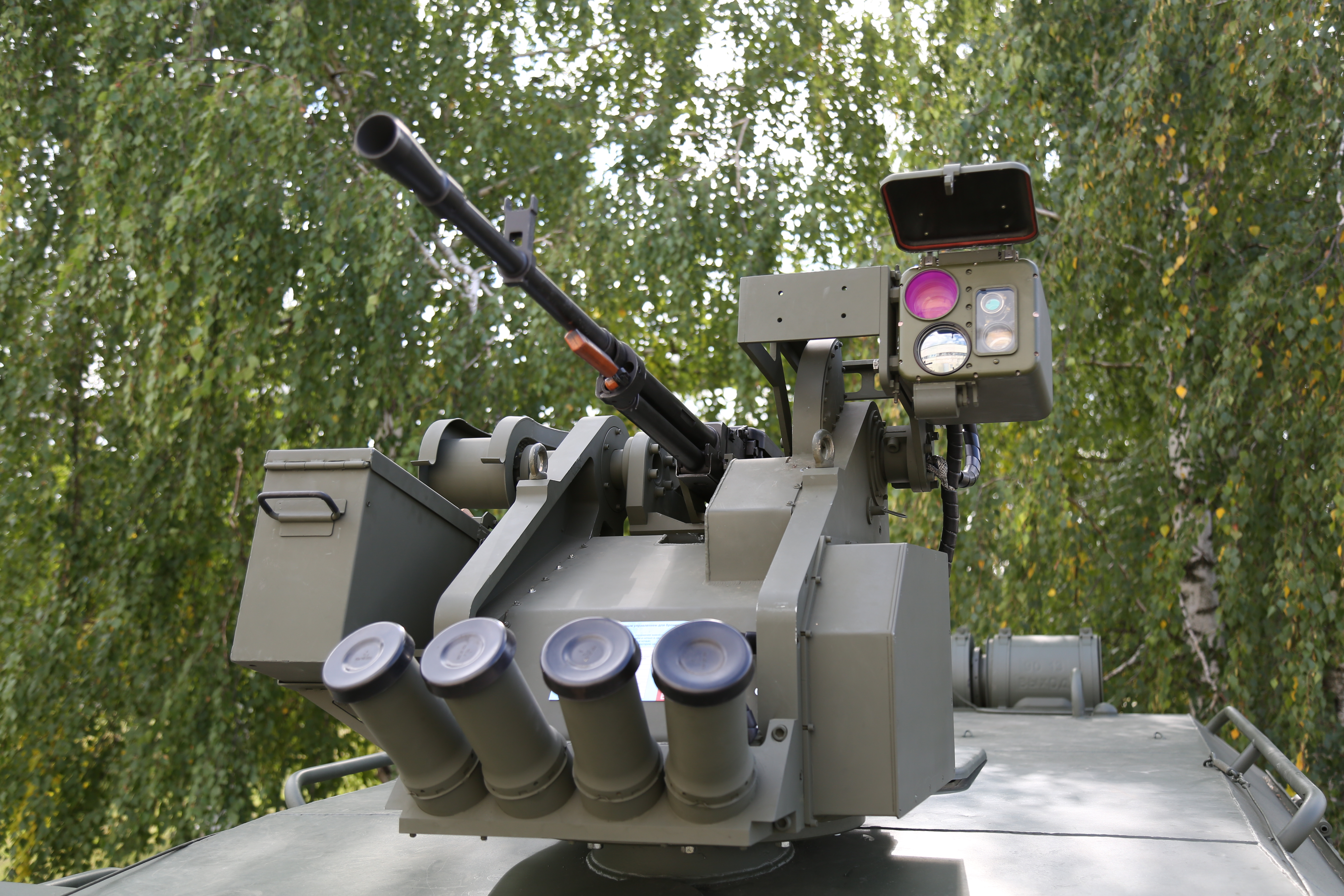
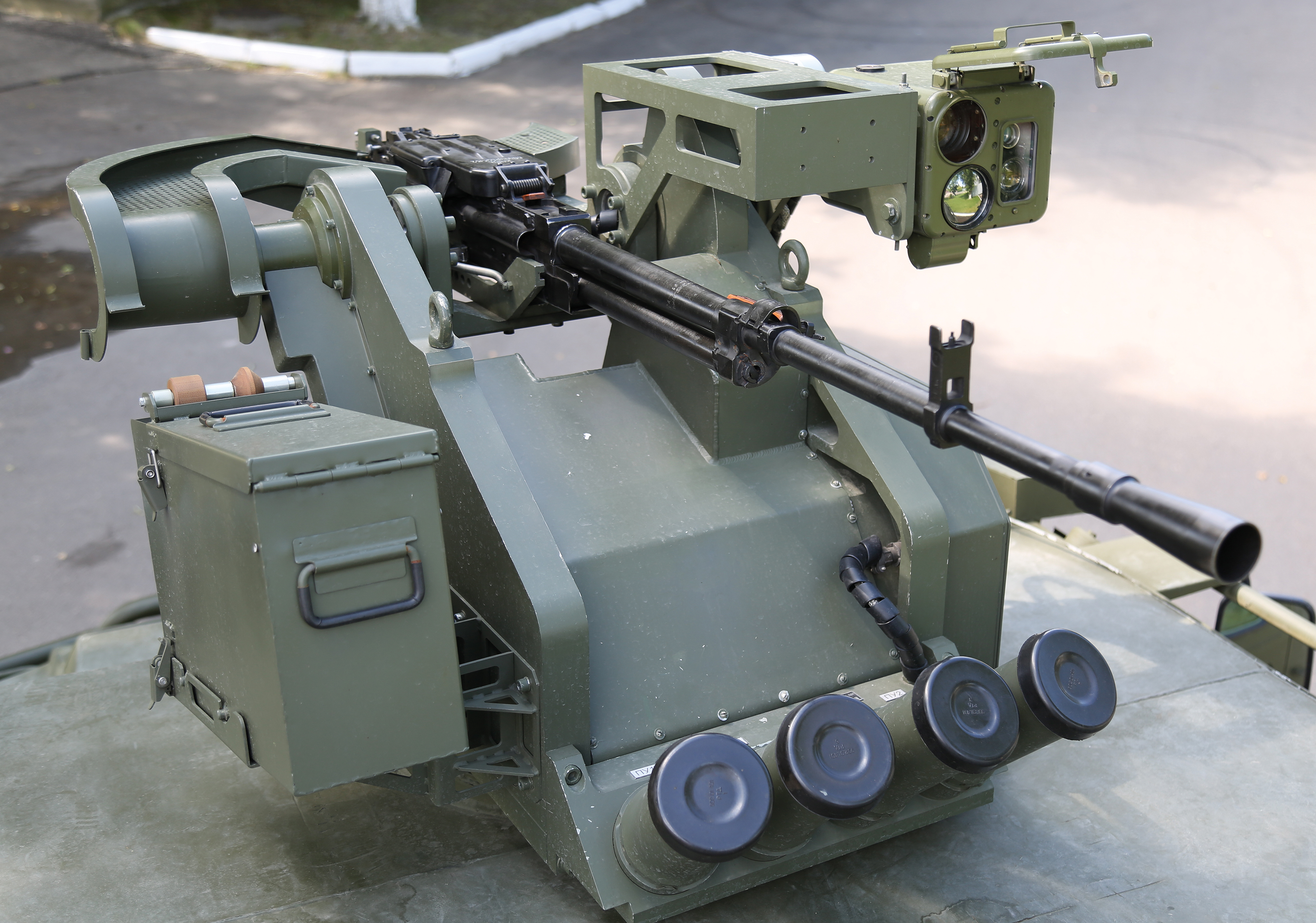
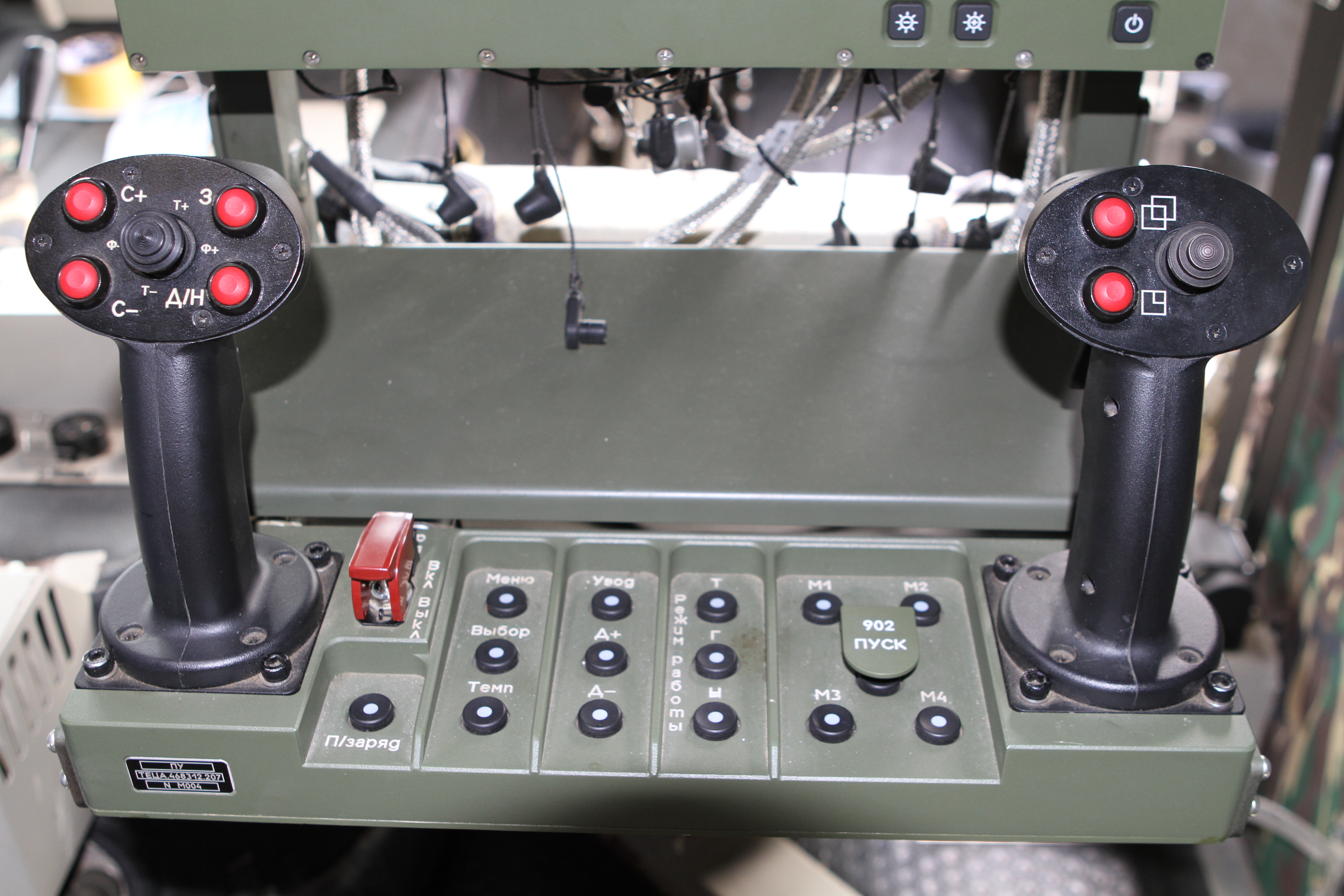
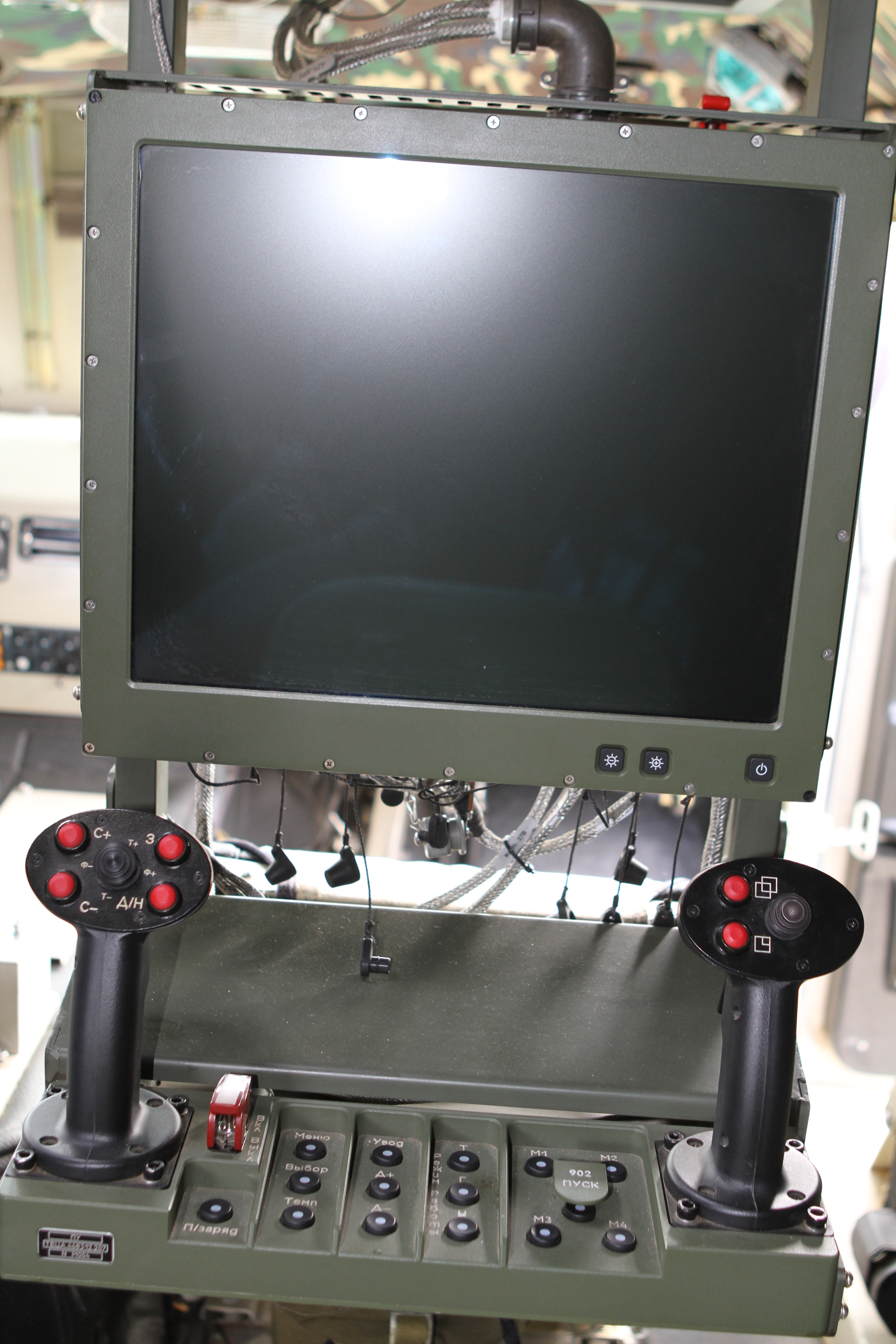
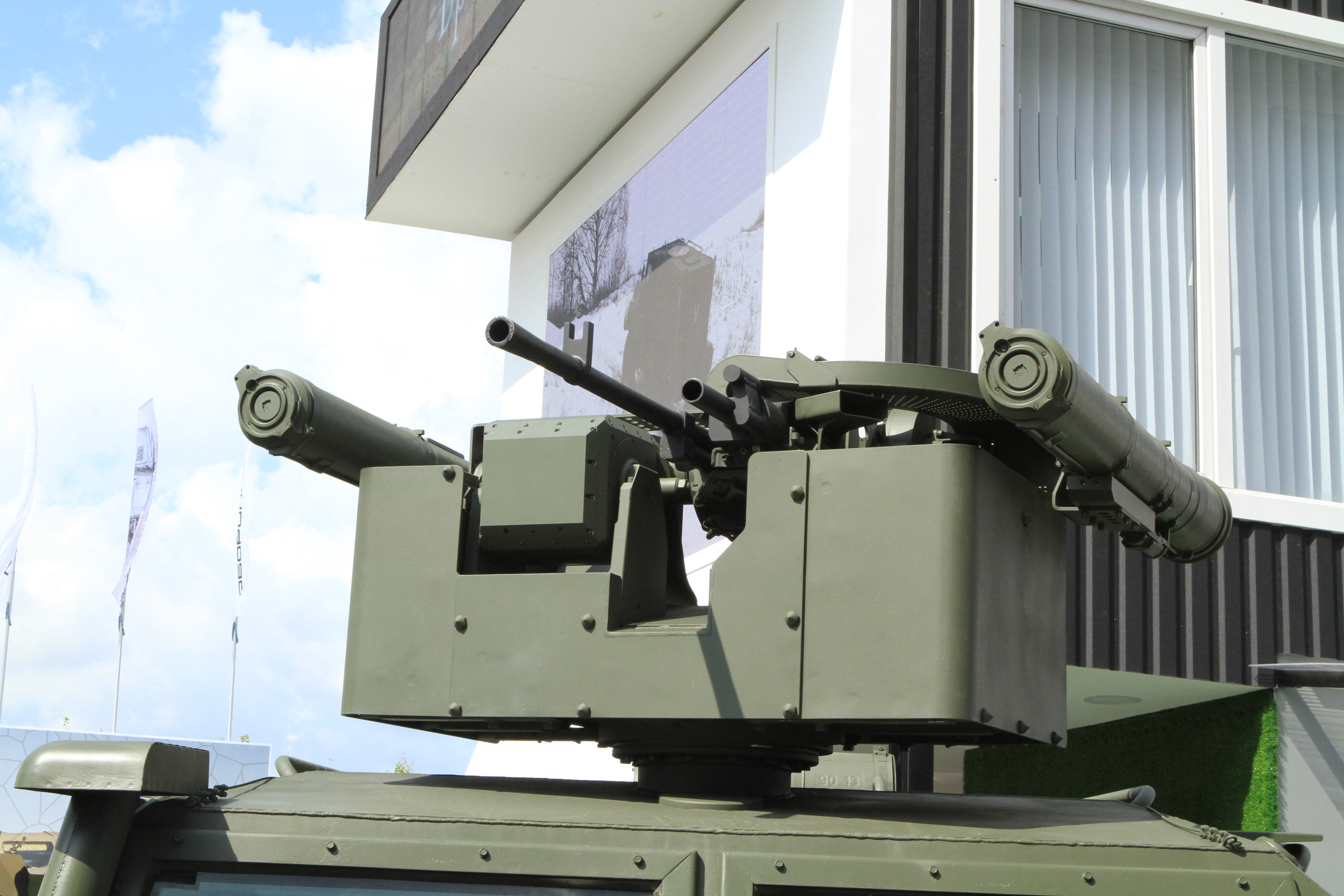
Арбалет-ДМ-М — версия с ПТУР «Конкурс» и 30-мм гранатомётом АГ-30М